# Søby Skole
Søby Skole var  en folkeskole i Søby i  Ærø Kommune. Skolen havde i skoleåret 07/08, 104 elever fordelt på 0. – 6. klasse. 
Den nuværende bygning blev bygget i 1963. Sidst i tresserne blev Bregninge Skole og Søby Skole lagt sammen i Søby. Indtil starten af 1990'erne havde Søby Skole klasser fra 0. til 7., men indtil 2007 måtte eleverne til Ærøskøbing efter 6. klasse. 
Da Ærøskøbing Skole og Marstal Skole blev slået sammen i 2007, blev eleverne sendt til Marstal efter 6. klasse.  
2013 blev skolen lukket på grund af skolesammenlægningen. 2015 blev skolen solgt og i september samme år flyttede 80 uledsagede flygtningebørn mellem 14 og 18 år ind på det nyoprettede acylcenter. I december 2016 lukkede centeret og blev solgt til en lokal bygmester. 2022 købte Søby Værft den tidligere skole, hvor der i første omgang skal indrettes værelser til 15-20 af værftets ansatte.
|  | Denne artikel om en bygning eller et bygningsværk kan blive bedre, hvis der indsættes et (bedre) billede. Du kan hjælpe ved at afsøge Wikimedia Commons for et passende billede eller lægge et op på Wikimedia Commons med en af de tilladte licenser og indsætte det i artiklen. |

54°56′8.82″N 10°15′47.47″Ø / 54.9357833°N 10.2631861°Ø